# Lucile Desmoulins
Lucile Desmoulins, född 18 januari 1770 i Paris, död där 13 april 1794, var en fransk dagboksförfattare. Hon var gift med politikern Camille Desmoulins och avrättades under skräckväldet, åtalad för att ha konspirerat mot republiken och för att ha försökt frita sin arresterade make. Hennes dagbok har blivit delvis publicerad. 